# Virginie Rausch
Virginie Rausch (ur. 12 października 1906, zm. 9 lutego 1993) – luksemburska pływaczka, olimpijka.
Wystartowała na igrzyskach olimpijskich w Amsterdamie (1928) w wyścigu na 200 metrów stylem klasycznym, w którym odpadła w eliminacjach (zajęła szóste miejsce w drugim wyścigu eliminacyjnym).
Jej szwagierką była Alice Stoffel – pływaczka i olimpijka, startująca w barwach Francji.